# Kazachse voetbalbeker 2010
2010 was het negentiende seizoen van de Beker van Kazachstan. De 28 deelnemende ploegen streden van 24 april t/m 14 november in een knock-outsysteem. Er was een voorronde, waaraan 16 ploegen deelnamen; vervolgens namen er 8 ploegen deel aan de 1ste ronde. De halve finales bestonden uit een heen- en een terugwedstrijd.

## Voorronde
De wedstrijden werden gespeeld op 18 & 19 april 2010.
| Thuisclub             | Uitslag  | Uitclub                    |
| --------------------- | -------- | -------------------------- |
| Bolat-AMT FK Temirtaw | 2-5      | Qazaqmıs FK Sätbaev        |
| Gefest FK Saran       | 3-2 n.v. | Astana-1964 FK             |
| Kaspïy FK Aqtaw       | 3-0      | Aqtöbe-Jas FK              |
| Laşın FK Qarataw      | 2-1      | Qaysar FK Qızılorda        |
| Cesna FK Almatı       | 4-0      | Ile-Saulet FK Ötegen Batır |
| Qızıljar FK Petropavl | 3-0      | Asbest FK Jitiqara         |
| Spartak FK Semey      | 0-4      | Vostok FK Öskemen          |
| Suñqar FK Qaskeleñ    | 2-1      | Aq Bulaq FK Talğar         |
| vrijgeloot            |          | Aqjayıq FK Oral            |
| vrijgeloot            |          | Aqtöbe FK                  |
| vrijgeloot            |          | Atıraw FK                  |
| vrijgeloot            |          | Ertis FK Pavlodar          |
| vrijgeloot            |          | Jetisu FK Taldıqorğan      |
| vrijgeloot            |          | Lokomotïv FK Astana        |
| vrijgeloot            |          | Oqjetpes FK Kökşetaw       |
| vrijgeloot            |          | Ordabası FK Şımkent        |
| vrijgeloot            |          | Qayrat FK Almatı           |
| vrijgeloot            |          | Şaxter FK Qarağandı        |
| vrijgeloot            |          | Taraz FK                   |
| vrijgeloot            |          | Tobıl FK Qostanay          |

## Eerste ronde
De wedstrijden werden gespeeld op 24 april 2010.
| Thuisclub         | Uitslag        | Uitclub               |
| ----------------- | -------------- | --------------------- |
| Gefest FK Saran   | 3-2 n.v.       | Qızıljar FK Petropavl |
| Kaspïy FK Aqtaw   | 0-2            | Laşın FK Qarataw      |
| Cesna FK Almatı   | 3-3 (5-4 n.s.) | Qazaqmıs FK Sätbaev   |
| Vostok FK Öskemen | 1-0            | Suñqar FK Qaskeleñ    |
| vrijgeloot        |                | Aqjayıq FK Oral       |
| vrijgeloot        |                | Aqtöbe FK             |
| vrijgeloot        |                | Atıraw FK             |
| vrijgeloot        |                | Ertis FK Pavlodar     |
| vrijgeloot        |                | Jetisu FK Taldıqorğan |
| vrijgeloot        |                | Lokomotïv FK Astana   |
| vrijgeloot        |                | Oqjetpes FK Kökşetaw  |
| vrijgeloot        |                | Ordabası FK Şımkent   |
| vrijgeloot        |                | Qayrat FK Almatı      |
| vrijgeloot        |                | Şaxter FK Qarağandı   |
| vrijgeloot        |                | Taraz FK              |
| vrijgeloot        |                | Tobıl FK Qostanay     |

## Achtste finale
De wedstrijden werden gespeeld op 16 mei 2010.
| Thuisclub             | Uitslag | Uitclub              |
| --------------------- | ------- | -------------------- |
| Atıraw FK             | 9-2     | Oqjetpes FK Kökşetaw |
| Cesna FK Almatı       | 0-3     | Lokomotïv FK Astana  |
| Gefest FK Saran       | 0-4     | Şaxter FK Qarağandı  |
| Jetisu FK Taldıqorğan | 1-0     | Qayrat FK Almatı     |
| Laşın FK Qarataw      | 0-2     | Aqtöbe FK            |
| Ordabası FK Şımkent   | 5-0     | Aqjayıq FK Oral      |
| Taraz FK              | 1-0     | Ertis FK Pavlodar    |
| Vostok FK Öskemen     | 1-2     | Tobıl FK Qostanay    |

## Kwartfinale
De wedstrijden werden gespeeld op 26 september 2010.
| Thuisclub             | Uitslag | Uitclub             |
| --------------------- | ------- | ------------------- |
| Jetisu FK Taldıqorğan | 3-0     | Atıraw FK           |
| Lokomotïv FK Astana   | 1-0     | Taraz FK            |
| Şaxter FK Qarağandı   | 2-1     | Aqtöbe FK           |
| Tobıl FK Qostanay     | 1-4     | Ordabası FK Şımkent |

## Halve finale
De wedstrijden werden gespeeld op 19 oktober & 10 november 2010.
| Thuisclub             | Uitslag | Uitslag | Uitclub             |
| --------------------- | ------- | ------- | ------------------- |
| Jetisu FK Taldıqorğan | 0-1     | 0-1     | Lokomotïv FK Astana |
| Şaxter FK Qarağandı   | 0-1     | 2-1     | Ordabası FK Şımkent |

## Finale
|                               |                     |       |                     |                                                                               |
| 14 november 2010, 15:00 UTC+6 | Lokomotïv FK Astana | 1 - 0 | Şaxter FK Qarağandı | Astana Arena Toeschouwers: 9.000 Scheidsrechter: Ïgor Xïsamutdïnov (Pavlodar) |
| 14 november 2010, 15:00 UTC+6 | Rojkov 35'          | KFF   |                     | Astana Arena Toeschouwers: 9.000 Scheidsrechter: Ïgor Xïsamutdïnov (Pavlodar) |